# کوروگ
کوروگ (اندونزیایی: Curug) شهری در استان بانتن کشور اندونزی است. جمعیت این شهر بر اساس سرشماری سال ۱۹۹۰ میلادی، ۳۵٫۰۹۹ نفر و بر اساس سرشماری سال ۲۰۰۰ میلادی، ۱۳۸٫۵۶۲ بوده که در سال ۲۰۰۷ میلادی به ۲۱۹٫۵۰۸ نفر افزایش یافته‌است.